# Martwa kaczka (obraz Goi)
Martwa kaczka (hiszp. Pato muerto) – obraz olejny hiszpańskiego malarza Francisca Goi (1746–1828). Obecnie znajduje się w prywatnej kolekcji.

## Okoliczności powstania
Martwa natura nie była częstym tematem w twórczości Goi, być może dlatego, że w jego epoce była uznawana za mniej wartościową niż malarstwo religijne, historyczne czy portrety. W XIX-wiecznej Hiszpanii ten rodzaj malarstwa reprezentowali m.in. Luis Paret y Alcázar oraz Luis Meléndez. Ich prace charakteryzował naturalizm oraz rokokowe przywiązanie do detalu. Wiadomo, że Goya namalował serię martwych natur w czasie hiszpańskiej wojny niepodległościowej (1807–1814) oraz na wygnaniu w Bordeaux. Jego dzieła są jednak dalekie od stylu rokoko czy préciosité, charakteryzują je grube pociągnięcia pędzlem oraz ograniczona paleta barw. Goya odrzuca tradycyjne ujęcie martwej natury i sięga do estetyki swojego mistrza Rembrandta. Ponadto martwe natury Goi stanowią wyraźną metaforę śmierci, martwe zwierzęta przypominają złożone ofiary, których ciała zostały przedstawione w bezpośredni i okrutny sposób. Temat śmierci, przemijania i fatalizmu często pojawia się w późniejszych pracach starzejącego się malarza, stając się niemal jego obsesją. Nie udało się ustalić dokładnej daty powstania tej serii martwych natur, jednak historycy sztuki sytuują je w przedziale 1808–1812 ze względu na analogiczne do powstałych w tym czasie rycin Okropności wojny ujęcie przemocy. 

## Opis obrazu
Martwa natura przedstawia ubitą kaczkę; ptak ma sztywne nogi oraz rozpostarte skrzydła, co wskazuje na to, że został niedawno upolowany. Głowa spoczywa na zaokrąglonej powierzchni, jakby spała. Ptak został namalowany na ciemnym, jednolitym tle przy użyciu szybkich pociągnięć pędzla. Biały kolor podkreślający pióra nadaje skrzydłom wyjątkową jasność. Paleta barw jest ograniczona do ochry, brązu, bieli i czerwieni. Podobnie został przedstawiony ubity ptak w Martwej naturze z indykiem.
W tradycyjnym ujęciu martwa natura z ptactwem przedstawiała suto zastawiony stół, wyobrażenie przyszłej uczty. Jednak zamiast pozytywnych skojarzeń ptak Goi wzbudza raczej współczucie. Malarz nie skupia się na pięknie ptaka, lecz kładzie nacisk na jego niedawną śmierć, co jest interpretowane jako nawiązanie do tragicznych wydarzeń wojennych i ich ofiar.

## Proweniencja
Seria martwych natur została odziedziczona przez syna Goi, Javiera, a następnie przeszła na jego wnuka Mariano. Mariano Goya przekazał te obrazy Franciscowi Antoniowi Narváez y Bordese, hrabiemu Yumuri, jako pokrycie długów. Po śmierci hrabiego w 1865 martwe natury zostały sprzedane (w kolekcji pozostawało wtedy dziewięć lub dziesięć z dwunastu obrazów) i trafiły do różnych zbiorów na całym świecie, a niektóre zaginęły. Martwa kaczka oraz Martwa natura z kawałkami łososia trafiły do kolekcji Emila Georga Bührle w Zurychu.